# Марьевка (Приютовская поселковая община)
Ма́рьевка (укр. Мар'ївка) — село в Приютовской поселковой общине Александрийского района Кировоградской области Украины.
Население по переписи 2001 года составляло 180 человек. Почтовый индекс — 28033. Телефонный код — 5235. Код КОАТУУ — 3520385205.